# Даниленко Володимир Григорович
Володи́мир Григо́рович Даниле́нко (нар. 13 вересня 1959 р., Туровець Житомирського району Житомирської області) — український прозаїк, критик, літературознавець.

## Біографія
Народився 13 вересня 1959 року в селі Туровець у сім'ї Григорія Денисовича та Лідії Марківни Даниленків.
Після школи закінчив Житомирський будівельний технікум. З 1978 по 1980 рік служив у Збройних Силах Радянського Союзу на ядерному полігоні в Казахстані біля Семипалатинська.
1985 року закінчив факультет філології Житомирського педагогічного інституту за спеціальністю «Українська мова та література».
З 1985 до 1987 року працював учителем української мови та літератури в середній школі № 12 Житомира. З 1987 по 1990 рік — кореспондентом газети «Комсомольська зірка». Був одним з ініціаторів створення Товариства української мови та Народного Руху на Житомирщині; делегатом Установчого з'їзду Народного Руху України (1989). Через опозиційність до радянського режиму партійна цензура цькувала редакцію газети, в якій зібрався колектив молодих, амбітних журналістів. За гострі фейлетони й статті Володимира Даниленка не раз викликали на засідання обкому комсомолу. Після однієї з публікацій, в якій він висміяв обмеженість комсомольського апарату, реакція обкому була категорична «Звільнити кореспондента й редактора газети».
У 1989 році Володимир Даниленко з Василем Врублевським та героєм Небесної Сотні Яковом Зайком випустив літературно-публіцистичний альманах самвидаву «Житній ринок», який розповсюджувався на перших масових мітингах у Житомирі. Коли з редакції почали виживати найбільш активних опозиційних журналістів, Володимир Даниленко вступив до аспірантури Інституту літератури імені Тараса Шевченка НАН України, яку закінчив у 1993 році.
1994 року Даниленко захистив у Інституті літератури імені Шевченка НАН України дисертацію кандидата філологічних наук «Архетип, монотип, стереотип як формотворчі структури художнього тексту (на матеріалі творчості Григора Тютюнника)». У дисертації дослідив проєкцію колективного підсвідомого і дитячих травм автора в художній текст. Це була перша в незалежній Україні дисертація, в якій використано методи психоаналізу та глибинної психології.
З 1993 по 1996 рік працював завідувачем відділу культури Житомирського міськвиконкому, У 1996 році переїхав до Києва, де працював менеджером відділів реклами мистецької агенції «Територія-А» на каналі ICTV (1996) та видавництва «Генеза» (1997—1998). У 1998—2000 роках обіймав посаду заступника головного редактора журналу «Слово і час». Протягом 2001—2006 років провадив підприємницьку діяльність. Був викладачем кафедри періодичної преси Інституту журналістики Київського національного університету ім. Тараса Шевченка (2002—2003). Працював головним спеціалістом Секретаріату Кабінету Міністрів України (2006—2011), доцентом кафедри інформаційної політики Національної академії державного управління при Президентові України (2011—2012), доцентом кафедри журналістики Київського національного університету культури і мистецтв України (2012—2013). У 2010—2013 роках викладав майстер-клас написання прозового твору для студентів спеціальності «Літературна творчість, українська мова і література» Інституту філології Київського національного університету ім. Тараса Шевченка. З 2015 по 2019 рік був головою Київської міської організації НСПУ. Зараз викладає в Київському національному університеті культури і мистецтв. Директор літературної агенції «Друге дихання». Голова Київського регіону Спілки слов'янських письменників України.

## Творчість
Володимир Даниленко належить до так званої Житомирської прозової школи.
В авторській антології «Вечеря на дванадцять персон» Даниленко обґрунтував ідею Житомирської прозової школи як опозицію станіславському феномену. Ідею такої школи була скептично сприйнята деякими критиками, але визначення прижилося і ввійшло до літературного обігу.
Ніла Зборовська зарахувала Володимира Даниленка до постромантиків, а перекладач Даниленкових творів польською мовою Мартин Пастушек в інтерв'ю з письменником вважає його екзистенціалістом. У рецензії В'ячеслава Шнайдера «Письменник, що сказав жорстоку правду», про творчість Володимира Даниленка сказано: «Даниленко — письменник крайнощів, але водночас він — письменник дуже великої внутрішньої сміливості й свободи».
Оповідання Даниленка перекладено азербайджанською, білоруською, італійською, німецькою, польською, російською, румунською, словацькою і японською мовами. Окремими книжками вийшов роман «Клітка для вивільги»: білоруською (Уладзімір Даніленка. Клетка для івалгі: раман, аповесць, апавяданні. Мінск: Кнігазбор, 2015. 360 с.) і румунською (Volodymyr Danylenko. Colivie pentru Pasărea Măiastră. București: Editura RCR Editorial, 2017. 312 р.). В азербайджанське видання увійшли повісті «Тіні в маєтку Тарновських», «Сонечко моє, чорне й волохате» та оповідання «Вуха», «Кієвскій мальчик», «У промінні згасаючого сонця», «Крик гриба», «Футбол по-туровецьки», «Слід у лататті», «Заєць» (Vladimir Danilenko. Qürub çağinin işiğinda. Baki: Azərbaycan Tərcümə Mərkəzi, 2018. 240 s.). Німецькі переклади вміщено в антологіях «Ein Rosenbrunnen» (1998), «Die Kürbisfürstin» (1999), «Die Stimme des Grases» (2000).
2014 року Володимир Даниленко номінований на здобуття Національної премії України імені Тараса Шевченка у напрямку «Література» за книжку «Грози над Туровцем. Родинні хроніки» (проза).

## Наукові роботи про творчість Володимира Даниленка
- Федосій О. О.  Жанрові моделі сучасної української малої прози (Людмила Тарнашинська, Галина Тарасюк, Володимир Даниленко, Олександр Жовна). Автореф. дис. канд. філол. наук. К.: КНУТШ,  2011. 22 с.
- Яблонська, Н. М. Постмодерністський дискурс художньої прози Володимира Даниленка: автореф. дис. на здоб. наук. ступ. канд. пед. наук : 10.01.01 — українська література / Яблонська Наталія Мирославівна ; Тернопільський нац. пед. ун-т ім. В. Гнатюка. — Тернопіль, 2017. — 19 с. http://dspace.tnpu.edu.ua/handle/123456789/7786 [Архівовано 12 лютого 2021 у Wayback Machine.]
- Гудована Н.Ю. Поетика жіночого портретування у прозовій творчості Володимира Даниленка. – Дисертація на здобуття наукового ступеня доктора філософії за спеціальністю 035 Філологія. – Український державний університет імені Михайла Драгоманова. – Київ, 2024. URL: https://enpuir.udu.edu.ua/entities/publication/23c6ba61-e6e8-472a-b0a6-ccf17d3387c6
- Бабійчук Т. Володимир Даниленко: Коледжанські зустрічі: навчально-методичний посібник. Київ: Видавництво Людмила, 2024. 132 с.

## Огляд творчого доробку
Відкрив у собі дар вигадування історій у ранньому дитинстві. У книжці «Лісоруб у пустелі» Даниленко зізнається: «Писати мене змусив інстинкт. Як деякі діти починають бігати наввипередки, бо відчули, що мають вибухову реакцію, швидкі ноги, міцні легені й одержують задоволення від того, що обганяють інших, так я рано відчув, що вмію добре розповідати історії й одержувати задоволення від того, що мене зачаровано слухають. Я зрозумів, що буду письменником, у п'ять років. Ніхто про це не говорив, але саме тоді в мене з'явилося таке переконання, ніби мені хтось це нашептав». Смак успіху від розказаної історії відчув у дитинстві, коли йому за вигадані небилиці діти приносили яблука й горіхи. Йому легко давалася сатира. У студентські роки на День філологічного факультету за пародію на викладачів журі, що складалося зі студентів та викладачів інституту, нагородило третьокурсника Даниленка головним призом, і йому на сцені вручили весільного торта.

### Місто Тіровиван
Перші оповідання «Два песики», «Місто Тіровиван», «Монолог самотнього каменя», «Посмішка Савула», що увійшли до книжки «Місто Тіровиван», були написані в кінці 80-х років ХХ ст. Вони пронизані відчаєм людини тоталітарної епохи, яка не сприймає державної уніфікації і задихається від несвободи. Оповідання та розділи з повісті «Усипальня для тарганів» під назвами «Розбите яйце» і «Нічні звуки чорного ящика» були надруковані 1989 року в альманасі самвидаву «Житній ринок».
У книжці «Місто Тіровиван» світ — ніби перевернутий догори ногами. Не даремне назва книжки, якщо її прочитати навиворіт, так і звучить: «Місто Навиворіт». Це сатира на те, що українці тривалий час жили не своїм, а чужим життям. І не має значення, як назвати це чуже життя: радянським чи російським світом, тому в книжці «Місто Тіровиван» багато дисгармонії і насильства.
З творів, що увійшли до першої книжки «Місто Тіровиван» (2001), виділяються повість «Усипальня для тарганів» і експериментальний твір, аналогів якому немає в жодній літературі, під назвою «Дзеньки-бреньки».

#### Усипальня для тарганів
Повість «Усипальня для тарганів», опублікована в журналі «Кур'єр Кривбасу», відзначена літературною премією «Благовіст». У рецензії Валентина Терлецького на повість «Усипальня для тарганів» так написано про творчість автора: «В. Даниленко не захоплюється таким модним у нас постмодернізмом, талант дозволяє письменнику вдало поєднувати класичні зразки химерної прози, реалізм та сюрреалізм, не уникаючи при тому соціальної спрямованості… Завдяки цьому Даниленко має всі шанси потрапити у храм культових фігур модерної літератури, якщо, звичайно, він не виявиться „усипальнею для тарганів“.

#### Дзеньки-бреньки
„Дзеньки-бреньки“, для яких автор придумав спеціальний жанр „тошо“, після публікації в антології „Опудало“ (1996) цитувалися в літературному середовищі, оскільки цей твір — сатира на українську літературу, в якій героями твору стали українські письменники від Нестора Літописця до Оксани Забужко. Критики зазначають, що Даниленко не визнає постмодернізму й називає його безперспективною естетикою, але Валерій Ілля розглядав „Дзеньки-бреньки“ як єдиний в українській прозі справді національний зразок постмодернізму. У статті „Дзеньки-бреньки“ як пародія на замкнутість української літератури» Ірина Бабич розкриває історію написання твору: «Цей зразок яскравого літературного авангарду було написано в 1992 р. під час навчання письменника в аспірантурі Інституту літератури НАН України. Автор відніс „Дзеньки-бреньки“ в редакції журналів „Сучасність“ й „Основи“. Цей твір був аж такий нестандартний для тогочасного літпроцесу, що про нього багато говорили, цитували, проте друкувати не наважувались. З цього приводу Ілля зауважив, що створена автором естетика постмодернізму — важлива для української літератури, однак у найближчі роки цей твір в Україні не надрукують, побоюючись закостенілості національної філології і гніву спонсорів літературних видань. І вибачився, що теж не зможе його надрукувати». «Дзеньки-бреньки» захоплено зустріли літературознавці і критики Соломія Павличко, Ніла Зборовська, Ігор Бондар-Терещенко та читацька аудиторія.

### Сон із дзьоба стрижа
Збірка оповідань «Сон із дзьоба стрижа» (2006) вже не мала радикалізму й відчайдушного ексцентризму, як у «Місті Тіровиван». Вона була написана більше в класичній традиції, але на книжковому форумі, присвяченому Дню незалежності, «Сон із дзьоба стрижа» відзначено дипломом «Найкраще прозове видання року» (2007). У оповіданнях тісно переплелися ерос і смерть, сміх і печаль, минуле й сучасне, ніжність і жорстокість. Після появи книжки Андрій Кокотюха зауважив: «Можливо, це найкраще, що написано в жанрі оповідання за всю історію української літератури».

### Газелі бідного Ремзі
Роман «Газелі бідного Ремзі» з'явився в 2008 році. У центрі роману — події в Україні, які відбулися між касетним скандалом і Помаранчевою революцією. Опинившись у міжнародній ізоляції, український президент хапається за найменшу соломинку, щоб урятувати режим. Йому потрібний досвід людини, яка потрапляла в подібні ситуації і з них викручувалася. І таку людину знайдено в особі кримського хана Хаджи Селіма Герая І, якого чотири рази скидали з престолу, але щоразу він повертався до влади. Хан був не лише спритним політиком, а й тонким ліриком, що писав газелі під псевдонімом Ремзі. За допомогою медіума Розалії Шовкалюк хана повертають із того світу, до нього приставляють двох офіцерів СБУ і змушують служити владі. Роман написано у формі любовних листів з країни гяурів, які Ремзі посилає на той світ своїм сорока жінкам, описуючи пригоди в сучасній Україні. Щоб написати роман про життя сучасної української бюрократії, письменник влаштувався на роботу в прес-службу Кабінету Міністрів. У бухгалтерії Кабміну відксерили розділи роману, в яких ішлося про корупційні схеми упізнаваної в «Газелях бідного Ремзі» начальниці управління, і коли вона приходила випрошувати чергову суму для корупційного проекту, їй показували ксерокопії і відправляли за двері.

### Лісоруб у пустелі
У книжці критики і есеїстики «Лісоруб у пустелі» (2008) автор досліджує, чи є центр і столиця в національних літературах, у яких регіонах України народжується найбільше письменників, природу раннього і пізнього літературного таланту, аналізує покоління в українській літературі та дає свою версію 50 найкращих сучасних українських поетів, прозаїків, драматургів.

### Кохання в стилі бароко
Роман «Кохання в стилі бароко» (2009), що синтезував детектив, кросворд, любовний і містичний романи, Ніла Зборовська вважала найкращим романом сучасної української літератури. Ось як написала про цей роман Ганна Лобановська: «Українські гетьмани, шляхта, буржуазія, священики, міщани проходять перед читачем, наче калейдоскоп історичної кінохроніки. І в цій фрагментарності за пишними декораціями минулого і сучасного Києва, скроєними за лекалами необароко, ніби взятими з філософії іспанського філософа Хав'єра Роберта де Вентоса, відчувається та духовна напруга і передчуття кінця світу, які панували під завісу XX століття».

### Капелюх Сікорського
Роман «Капелюх Сікорського» (2010) — біографія творця перших серійних гелікоптерів, де всі події у творі обертаються навколо капелюха. У цьому капелюсі Ігор Сікорський вперше пізнав жінку, кохання якої обпалило його на все життя, і випробовув у ньому нові літаки й гелікоптери.

### Тіні в маєтку Тарновських
У збірці повістей «Тіні в маєтку Тарновських» (2012) досліджується криза сучасної сім'ї. Дві повісті — це історії двох сімей, які по-різному намагаються пережити кризу середнього віку. Книжка повістей увійшла до рейтингу найкращих літературних видань року (за версією ВВС) і відзначена премією Валерія Шевчука.

### Грози над Туровцем
Книжка «Грози над Туровцем» (2014) складається з роману «Клітка для вивільги», повісті «Сповідь джури Самойловича» і оповідання «Стигми преподобного Маська», «Череп'яні війни», «Сміх нічного пана», «Заєць», «Крик гриба», «Ноги поліського злодія», «Грози над Туровцем», «Футбол по-туровецьки», що художньо відтворюють родинні хроніки людей, які жили з XVII по XXI століття в Туровці та інших селах, містечках і містах України. Всі твори, об'єднані родовими історіями, витворюють регіональний міф української історії від Гетьманщини до нашого часу.
У романі «Клітка для вивільги» розповідається про геніальну співачку Аліну Іванюк, яку радянський режим не пустив на оперну сцену через її зв'язки з дисидентами.
Повість «Сповідь джури Самойловича» — це історія життя Юрія Великоборця, що був джурою Івана Самойловича, але після арешту гетьмана утік з-під варти, оселився на березі лісової річки, заснував село і заробляв боротьбою на містечкових базарах. Не побачивши історичної перспективи у війні, Великоборець взявся за виховання розумного й патріотичного роду, бо вважав, що Україна — це сукупність родів, здатних відродити її з руїни і створити таку державу, про яку мріяли найкращі українці.
Історичні сюжети в родинних хроніках органічно поєднуються з містикою.
Магічні сюжети простежуються в оповіданнях «Сміх нічного пана», «Грози над Туровцем», «Заєць». В оповіданні «Сміх нічного пана» знахар Бенедь Пилипчук кидає виклик дияволу і перемагає. Всі герої оповідань — пристрасні й сильні люди, які знають, чого хочуть, і завжди досягають свого.

### Клуб «Старий Пегас»
Роман, у якому поєднано любовний і сатиричний  жанри. Сатира спрямована проти українського літературного побуту, зосередженого в клубі «Старий Пегас» та Фундації українських літераторів, прототипом якої є Національна спілка письменників України, де доживає свого віку українська радянська література. Сатирично зображено також українську вищу освіту. У любовних розділах роману викладається історія  токсичних стосунків між головним героєм Юлієм Солодчуком та жінкою з нарцисичним розладом особистості, викладачкою Міжнародного університету культури Ганною Жебрій. Іронія в романі спрямована проти імітації творчості, імітації освіти й імітації почуттів.  

### Ніч із профілем жінки
Містичний роман з детективним сюжетом разом із книжкою «Грози над Туровцем» належить до туровецького циклу, в якому історія України досліджується через родову та регіональну історії. В центрі роману — харизматичний підліток Борик Першко, який уявив себе месією, що має врятувати людство від чергового апокаліпсису та морального виродження.

### Маски Діани Стогодюк
Роман, що є продовженням історії Ганни Жебрій з роману «Клуб „Старий Пегас“», яка в цій книжці постає під іменем Діани Стогодюк.

### Мала проза
Редактор «Української літературної газети» Михайло Сидоржевський вважає Володимира Даниленка, Василя Портяка і Любов Пономаренко найбільшими майстрами сучасного українського оповідання. Читачі й критики часто звертають увагу на оповідання «Вуха», «Кієвскій мальчик», «Зачаровані ходою», «Малюнок на замерзлому вікні», «Смерть учителя», «Пізня шпанка», «Слід у лататті», «Заєць», «Крик гриба», «Футбол по-туровецьки», які стали перлинами української малої прози.

### Драматичні твори
З драматичних творів письменника відомі сатиричні радіоп'єси, випущені аудіокомпанією «Атлантик», серед яких виділяються «Історія горбатого „Запорожця“», «На Багамах добра погода», «У шахту імені Засядька ховалося втомлене сонце», «Листи з того світу», що звучали на різних українських радіостанціях, а також комедія «Гроші для Йонеско»  — своєрідна пародія в стилі драми абсурду на провінціалізм українського культурного середовища «Людина з сонцем у кишені»  – п’єса про життя і діяльність засновника УПА «Поліська Січ» Тараса Бульби-Боровця. У 2017 році в Національному центрі театрального мистецтва імені Леся Курбаса театр «Перетворення» підготував моновиставу за оповіданням Даниленка «Малюнок на замерзлому вікні», яку показували на фестивалі сучасної української драматургії в Дніпрі «Дніпро. Театр. Ua» (2018); Міжнародному театральному фестивалі  моновистав у Києві «Марія» (2019); Міжнародному фестивалі моновистав у Єревані «Арммоно» (2019). Моновиставу «Малюнок на замерзлому вікні» поставив також театр «Палата номер 6» у Кропивницькому.

## Продюсерська діяльність
Володимир Даниленко упорядкував і видав антології «Тен-клуб: Житомирська поетична тусівка» (1995); антологію українського оповідання 80-90-х років ХХ ст. «Квіти в темній кімнаті» (1996); антологію української комічної прози 80-90-х років ХХ ст. «Опудало» (1996); антологію житомирської прозової школи «Вечеря на дванадцять персон» (1996); антологію кримськотатарської прози ХХ ст. «Самотній пілігрим» (2004); антологію українського соціального оповідання ХХІ ст. «Похід через засніжений перевал» (2013).
У 1999 р. Володимир Даниленко разом із Дмитром і Віталієм Капрановими організували конкурс гостросюжетного роману «Золотий бабай». І в 1999 році Володимир Даниленко започаткував літературний конкурс «Коронація слова», залучивши до підтримки компанію Крафт Фудз Україна та канал «1+1», і два роки керував проектом.
У 2004 році, під час Помаранчевої революції, створив театр вуличної сатири «Політичний вертеп», який був у опозиції до влади. Театр виступав у масках українських політиків із критикою В.Януковича та його проросійського курсу. Артистів затримувала міліція, душили джипами бандити, звинувачували в пограбуваннях банків.
У 2005 році В. Даниленко створив авторську сатиричну передачу на радіо «Свобода» «Політичний вертеп». У цьому ж році аудіокомпанія «Атлантик» випустила диск театру «Політичний вертеп» «Струнний квартет для собак» із радіоп'єсами В. Даниленка та сатиричними піснями українських виконавців.
У 2013 році організував видавничий проект «Банкова, 2», співучасниками якого стали Київська міська організація Національної Спілки письменників України та Київська міська державна адміністрація. До видавничого проекту увійшло 32 книжки сучасної української поезії, прози, драматургії.
У 2016 році організував Міжнародну премію «Воїн світла», яку вручають щороку одному українському і одному білоруському прозаїку в день народження Михайла Жизневського за твори, в яких діють активні, благородні герої, що відстоюють високі ідеали, премію для дебютантів у прозі «Літературні відкриття року», літературні підсумки року «Глиняний кіт», Всеукраїнський конкурс серед школярів «У пошуках літературних талантів».

## Твори

### Збірки та романи
- «Місто Тіровиван» (2001) — повісті, оповідання
- «Струнний квартет для собак» (2005) — радіоп'єси
- «Сон із дзьоба стрижа» (2006) — оповідання
- «Лісоруб у пустелі» (2008) — критика, есеїстика
- «Газелі бідного Ремзі» (2008) — роман
- «Кохання в стилі бароко» (2009) — роман
- «Капелюх Сікорського» (2010) — роман
- «Тіні в маєтку Тарновських» (2012) — повісті
- «Гроші для Йонеско» (2013) — п'єса
- «Грози над Туровцем» (2014) — роман, повість, оповідання
- "Клуб «Старий Пегас» (2019) — роман
- «Ніч із профілем жінки» (2020) — роман
- «Людина з сонцем у кишені» (2021) – п’єса
- «Маски Діани Стогодюк» (2021) – роман
- «Та, що тримає небо» (2025) – роман
- «Цур і Пек» (2025) – казка

### Упорядник антологій
- «Тен-клуб: Житомирська поетична тусівка» (1994)
- «Квіти в темній кімнаті: сучасна українська новела: Найкращі зразки української новелістики за останні 15 років» (1997)
- «Опудало: Українська прозова сатира, гумор, іронія 80—90-х років двадцятого століття» (1997)
- «Вечеря на 12 персон: Житомирська прозова школа» (1997)
- «Самотній пілігрим» (2004). Антологія кримськотатарської прози ХХ ст.
- «Похід через засніжений перевал» (2013). Антологія українського соціального оповідання ХХІ ст.
- «Ця шокуюча Східна Європа: Антологія українського оповідання ХХІ століття (2000—2015)» (2016).
- «Світ не завершено: Антологія сучасного українського верлібру» (2016).

## Сім'я
Народився у сім'ї Григорія Денисовича та Лідії Марківни Даниленків. Крім нього, в родині виховувалася сестра Людмила. Прадід і дід майбутнього письменника мали свій хутір, землі і були заможні господарі на Київщині. Після захоплення більшовиками України сім'ю вигнали з хутора, а землі, майно, будівлі та сільськогосподарську техніку націоналізували. Мандруючи по захопленій більшовиками Україні, дід з прадідом влаштувалися на будівництві Південно-Західної залізниці й купили дім у Туровці під Житомиром. У сім'ї, де виховувався Володимир Даниленко, до радянської влади ставилися неприязно. Мати майбутнього письменника назвала його на честь свого старшого брата, офіцера Червоної Армії, який загинув на війні.
Донька Тетяна Даниленко — українська тележурналістка.

## Інтерв'ю
- «Всі народи важко завойовували свою свободу, а в Україну свобода прийшла сама, як епідемія чи пора року» [Архівовано 20 жовтня 2014 у Wayback Machine.], інтерв'ю газеті «Дзеркало тижня», 20 лютого 2009 р.
- Львів не впускає в себе чужинців [Архівовано 24 вересня 2015 у Wayback Machine.], інтерв'ю газеті «Ратуша», 26 листопада 2009 р.
- «Як нерв нації письменник завжди має говорити еліті й народу правду, навіть якщо її неприємно чути» [Архівовано 5 грудня 2015 у Wayback Machine.], інтерв'ю газеті «Слово Просвіти», 12 січня 2010 р.
- Патріарх Кирил — як уособлення духовної деградації Росії, інтерв'ю УНІАН, 27 липня 2011 р.
- Двадцять років блукання навколо тюремного муру [Архівовано 24 жовтня 2014 у Wayback Machine.], інтерв'ю газеті «Літературна Україна», 23 серпня 2012 р.
- «За 21 рік незалежності Україна увійшла в найглибшу гуманітарну кризу» [Архівовано 20 жовтня 2014 у Wayback Machine.], інтерв'ю газеті День, 7 вересня 2012 р.
- «Народу, який придумав борщ і космічні ракети, вистачить глузду, аби перебратися на інший берег, балансуючи над прірвою», інтерв'ю сайту «Укр. Літ», 20 вересня 2012 р.
- Письменник у політиці — крах для України [Архівовано 27 жовтня 2014 у Wayback Machine.], інтерв'ю газеті «Україна молода», 13 червня 2014 р.
- Українська влада боїться суспільства, а суспільство — влади. Вони не довіряють одне одному// Український інтерес, 5 червня 2020.
- Любов — це глибокий духовний зв'язок з людиною, а кохання — пристарасть, схожа на бурхливу хімічну реакцію// Еліта, 24 червня 2020.

## Нагороди, відзнаки
- Літературна премія імені Івана Огієнка (1999) — за «твори, визначальні для школи, що стала національним явищем сучасної української прози»
- Літературна премія «Благовіст» (1999) — за повість «Усипальня для тарганів»
- «Краще прозове видання року» на книжковому форумі до Дня Незалежності (2007) — за книжку «Сон із дзьоба стрижа»
- Літературна премія журналу «Березіль» (2010) — за повість «Сповідь джури Самойловича»
- Літературна премія Валерія Шевчука (2013) — за книжку «Тіні в маєтку Тарновських»
- Рейтингова акції творчих спілок за найкраще видання «У жанрі історичної прози» (2014) — за книжку «Грози над Туровцем»
- Літературна премія імені Ірини Вільде (2015) — за книжку «Грози над Туровцем»
- Літературна премія «Київ» імені Євгена Плужника (2016) — за книжку «Грози над Туровцем»[9]